# Agathia beata
Agathia beata là một loài bướm đêm trong họ Geometridae.